# Tour de Langkawi 2015
La 20e édition du Tour de Langkawi a eu lieu du 8 au 15 mars 2015. La course fait partie du calendrier UCI Asia Tour 2015 en catégorie 2.HC.
Elle a été remportée par l'Algérien Youcef Reguigui (MTN-Qhubeka), vainqueur de la septième étape, respectivement neuf et dix secondes devant l'Italien Valerio Agnoli (Astana) et le Colombien Sebastián Henao (Sky).
L'Australien Caleb Ewan (Orica-GreenEDGE), lauréat des troisième et sixième étape remporte le classement des sprints, l'Américain Kiel Reijnen (UnitedHealthcare) celui de la montagne et le Japonais Tomohiro Hayakawa (Aisan Racing) celui du meilleur coureur asiatique. La formation indonésienne Pegasus Continental termine quant à elle meilleure équipe et par la même occasion meilleure formation asiatique.

## Présentation

### Équipes
Classé en catégorie 2.HC de l'UCI Asia Tour, le Tour de Langkawi est par conséquent ouvert aux WorldTeams dans la limite de 70 % des équipes participantes, aux équipes continentales professionnelles, aux équipes continentales malaisiennes et à une équipe nationale malaisienne.
Vingt-deux équipes participent à ce Tour de Langkawi - quatre WorldTeams, sept équipes continentales professionnelles, dix équipes continentales et une équipe nationale :
| UCI WorldTeams  | UCI WorldTeams | UCI WorldTeams |
| Nom de l'équipe | Pays           | Code           |
| --------------- | -------------- | -------------- |
| Astana          | Kazakhstan     | AST            |
| Orica-GreenEDGE | Australie      | OGE            |
| Sky             | Royaume-Uni    | SKY            |
| Tinkoff-Saxo    | Russie         | TCS            |

| Équipes continentales professionnelles | Équipes continentales professionnelles | Équipes continentales professionnelles |
| Nom de l'équipe                        | Pays                                   | Code                                   |
| -------------------------------------- | -------------------------------------- | -------------------------------------- |
| Androni Giocattoli                     | Italie                                 | AND                                    |
| Bardiani CSF                           | Italie                                 | BAR                                    |
| Bretagne-Séché Environnement           | France                                 | BSE                                    |
| Colombia                               | Colombie                               | COL                                    |
| MTN-Qhubeka                            | Afrique du Sud                         | MTN                                    |
| Southeast                              | Italie                                 | STH                                    |
| UnitedHealthcare                       | États-Unis                             | UHC                                    |

| Équipes continentales               | Équipes continentales | Équipes continentales |
| Nom de l'équipe                     | Pays                  | Code                  |
| ----------------------------------- | --------------------- | --------------------- |
| Aisan Racing                        | Japon                 | AIS                   |
| Giant-Champion System               | Chine                 | MSS                   |
| Hengxiang                           | Chine                 | HEN                   |
| KSPO                                | Corée du Sud          | KSP                   |
| National Sports Council of Malaysia | Malaisie              | NSC                   |
| Pegasus Continental                 | Indonésie             | PCT                   |
| Skydive Dubai                       | Émirats arabes unis   | SKD                   |
| Synergy Baku Project                | Azerbaïdjan           | BCP                   |
| Terengganu                          | Malaisie              | TSG                   |
| Torku Şekerspor                     | Turquie               | TRK                   |

| Équipe nationale             | Équipe nationale | Équipe nationale |
| Nom de l'équipe              | Pays             | Code             |
| ---------------------------- | ---------------- | ---------------- |
| Équipe nationale de Malaisie | Malaisie         | MAS              |

### Primes
Les vingt prix sont attribués suivant le barème de l'UCI,. Le total général des prix distribués est de 84 330 €.
| Position           | 1er      | 2e      | 3e      | 4e      | 5e      | 6e      | 7e    | 8e    | 9e    | 10e à 20e |
| Classement général | 11 000 € | 5 500 € | 3 500 € | 2 000 € | 1 300 € | 1 000 € | 850 € | 800 € | 570 € | 320 €     |
| Par étape          | 3 615 €  | 1 805 € | 905 €   | 455 €   | 365 €   | 269 €   | 269 € | 180 € | 180 € | 92 €      |

## Étapes
| Étape     | Date    | Villes étapes                        |                   | Distance (km) | Vainqueur d’étape | Leader du classement général |
| --------- | ------- | ------------------------------------ | ----------------- | ------------- | ----------------- | ---------------------------- |
| 1re étape | 8 mars  | Langkawi - Langkawi                  | Étape de plaine   | 99,2          | Andrea Guardini   | Andrea Guardini              |
| 2e étape  | 9 mars  | Alor Setar - Sungai Petani           | Étape de plaine   | 185           | Andrea Guardini   | Andrea Guardini              |
| 3e étape  | 10 mars | Gerik (en) - Tanah Merah (en)        | Étape de plaine   | 170           | Caleb Ewan        | Caleb Ewan                   |
| 4e étape  | 11 mars | Kota Bharu - Kuala Berang (en)       | Étape de plaine   | 165,4         | Andrea Guardini   | Caleb Ewan                   |
| 5e étape  | 12 mars | Kuala Terengganu - Kuantan           | Étape de plaine   | 200           | Seo Joon-yong     | Caleb Ewan                   |
| 6e étape  | 13 mars | Maran (en) – Karak (en)              | Étape de plaine   | 96,6          | Caleb Ewan        | Caleb Ewan                   |
| 7e étape  | 14 mars | Shah Alam - Bukit Fraser             | Étape de montagne | 180,8         | Youcef Reguigui   | Youcef Reguigui              |
| 8e étape  | 15 mars | Kuala Kubu Bharu (en) – Kuala Lumpur | Étape de plaine   | 96,1          | Andrea Guardini   | Youcef Reguigui              |

## Déroulement de la course

### 1reétape
| Classement de l'étape | Classement de l'étape | Classement de l'étape | Classement de l'étape        | Classement de l'étape |
|                       | Coureur               | Pays                  | Équipe                       | Temps                 |
| --------------------- | --------------------- | --------------------- | ---------------------------- | --------------------- |
| 1er                   | Andrea Guardini       | Italie                | Astana                       | en 2 h 19 min 6 s     |
| 2e                    | Caleb Ewan            | Australie             | Orica-GreenEDGE              | m.t                   |
| 3e                    | Anuar Manam           | Malaisie              | Terengganu                   | m.t                   |
| 4e                    | Andrea Dal Col        | Italie                | Southeast                    | m.t                   |
| 5e                    | Romain Feillu         | France                | Bretagne-Séché Environnement | m.t                   |
| 6e                    | Ahmet Örken           | Turquie               | Torku Şekerspor              | m.t                   |
| 7e                    | Youcef Reguigui       | Algérie               | MTN-Qhubeka                  | m.t                   |
| 8e                    | Nikolay Trusov        | Russie                | Tinkoff-Saxo                 | m.t                   |
| 9e                    | Francesco Chicchi     | Italie                | Androni Giocattoli           | m.t                   |
| 10e                   | Ken Hanson            | États-Unis            | UnitedHealthcare             | m.t                   |
| modifier              |                       |                       |                              |                       |

| Classement général | Classement général | Classement général | Classement général           | Classement général |
|                    | Coureur            | Pays               | Équipe                       | Temps              |
| ------------------ | ------------------ | ------------------ | ---------------------------- | ------------------ |
| 1er                | Andrea Guardini    | Italie             | Astana                       | en 2 h 18 min 56 s |
| 2e                 | Caleb Ewan         | Australie          | Orica-GreenEDGE              | + 4 s              |
| 3e                 | Ma Guangtong       | Chine              | Hengxiang                    | + 5 s              |
| 4e                 | Anuar Manam        | Malaisie           | Terengganu                   | + 6 s              |
| 5e                 | Adiq Othman        | Malaisie           | Terengganu                   | + 7 s              |
| 6e                 | Kiel Reijnen       | États-Unis         | UnitedHealthcare             | + 9 s              |
| 7e                 | Andrea Dal Col     | Italie             | Southeast                    | + 10 s             |
| 8e                 | Romain Feillu      | France             | Bretagne-Séché Environnement | + 10 s             |
| 9e                 | Ahmet Örken        | Turquie            | Torku Şekerspor              | + 10 s             |
| 10e                | Youcef Reguigui    | Algérie            | MTN-Qhubeka                  | + 10 s             |
| modifier           |                    |                    |                              |                    |

### 2eétape
| Classement de l'étape | Classement de l'étape | Classement de l'étape | Classement de l'étape | Classement de l'étape |
|                       | Coureur               | Pays                  | Équipe                | Temps                 |
| --------------------- | --------------------- | --------------------- | --------------------- | --------------------- |
| 1er                   | Andrea Guardini       | Italie                | Astana                | en 4 h 30 min 36 s    |
| 2e                    | Caleb Ewan            | Australie             | Orica-GreenEDGE       | m.t                   |
| 3e                    | Jakub Mareczko        | Italie                | Southeast             | m.t                   |
| 4e                    | Harrif Salleh         | Malaisie              | Terengganu            | m.t                   |
| 5e                    | Ahmet Örken           | Turquie               | Torku Şekerspor       | m.t                   |
| 6e                    | Shinpei Fukuda        | Japon                 | Aisan Racing          | m.t                   |
| 7e                    | Nikolay Trusov        | Russie                | Tinkoff-Saxo          | m.t                   |
| 8e                    | Ken Hanson            | États-Unis            | UnitedHealthcare      | m.t                   |
| 9e                    | Sebastián Molano      | Colombie              | Colombia              | m.t                   |
| 10e                   | Francesco Chicchi     | Italie                | Androni Giocattoli    | m.t                   |
| modifier              |                       |                       |                       |                       |

| Classement général | Classement général | Classement général | Classement général    | Classement général |
|                    | Coureur            | Pays               | Équipe                | Temps              |
| ------------------ | ------------------ | ------------------ | --------------------- | ------------------ |
| 1er                | Andrea Guardini    | Italie             | Astana                | en 6 h 49 min 22 s |
| 2e                 | Caleb Ewan         | Australie          | Orica-GreenEDGE       | + 8 s              |
| 3e                 | Adiq Othman        | Malaisie           | Terengganu            | + 13 s             |
| 4e                 | Ma Guangtong       | Chine              | Hengxiang             | + 15 s             |
| 5e                 | Anuar Manam        | Malaisie           | Terengganu            | + 16 s             |
| 6e                 | Patria Rastra      | Indonésie          | Pegasus Continental   | + 16 s             |
| 7e                 | Wang Meiyin        | Chine              | Hengxiang             | + 17 s             |
| 8e                 | Zhang Wenlong      | Chine              | Giant-Champion System | + 18 s             |
| 9e                 | Elchin Asadov      | Azerbaïdjan        | Synergy Baku Project  | + 18 s             |
| 10e                | Liu Jianpeng       | Chine              | Hengxiang             | + 18 s             |
| modifier           |                    |                    |                       |                    |

### 3eétape
| Classement de l'étape | Classement de l'étape | Classement de l'étape | Classement de l'étape        | Classement de l'étape |
|                       | Coureur               | Pays                  | Équipe                       | Temps                 |
| --------------------- | --------------------- | --------------------- | ---------------------------- | --------------------- |
| 1er                   | Caleb Ewan            | Australie             | Orica-GreenEDGE              | en 4 h 13 min 32 s    |
| 2e                    | Youcef Reguigui       | Algérie               | MTN-Qhubeka                  | m.t                   |
| 3e                    | Leonardo Duque        | Colombie              | Colombia                     | m.t                   |
| 4e                    | Romain Feillu         | France                | Bretagne-Séché Environnement | m.t                   |
| 5e                    | Rafaâ Chtioui         | Tunisie               | Skydive Dubai                | m.t                   |
| 6e                    | Luca Chirico          | Italie                | Bardiani CSF                 | m.t                   |
| 7e                    | Valerio Agnoli        | Italie                | Astana                       | m.t                   |
| 8e                    | Marco Frapporti       | Italie                | Androni Giocattoli           | m.t                   |
| 9e                    | Merhawi Kudus         | Érythrée              | MTN-Qhubeka                  | m.t                   |
| 10e                   | Alessio Taliani       | Italie                | Androni Giocattoli           | m.t                   |
| modifier              |                       |                       |                              |                       |

| Classement général | Classement général | Classement général | Classement général           | Classement général |
|                    | Coureur            | Pays               | Équipe                       | Temps              |
| ------------------ | ------------------ | ------------------ | ---------------------------- | ------------------ |
| 1er                | Caleb Ewan         | Australie          | Orica-GreenEDGE              | en 11 h 2 min 52 s |
| 2e                 | Natnael Berhane    | Érythrée           | MTN-Qhubeka                  | + 13 s             |
| 3e                 | Youcef Reguigui    | Algérie            | MTN-Qhubeka                  | + 16 s             |
| 4e                 | Francisco Mancebo  | Espagne            | Skydive Dubai                | + 16 s             |
| 5e                 | Leonardo Duque     | Colombie           | Colombia                     | + 18 s             |
| 6e                 | Frédéric Brun      | France             | Bretagne-Séché Environnement | + 19 s             |
| 7e                 | Zhang Wenlong      | Chine              | Giant-Champion System        | + 20 s             |
| 8e                 | Liu Jianpeng       | Chine              | Hengxiang                    | + 20 s             |
| 9e                 | Robin Manullang    | Indonésie          | Pegasus Continental          | + 21 s             |
| 10e                | Romain Feillu      | France             | Bretagne-Séché Environnement | + 22 s             |
| modifier           |                    |                    |                              |                    |

### 4eétape
| Classement de l'étape | Classement de l'étape | Classement de l'étape | Classement de l'étape | Classement de l'étape |
|                       | Coureur               | Pays                  | Équipe                | Temps                 |
| --------------------- | --------------------- | --------------------- | --------------------- | --------------------- |
| 1er                   | Andrea Guardini       | Italie                | Astana                | en 3 h 43 min 14 s    |
| 2e                    | Jakub Mareczko        | Italie                | Southeast             | m.t                   |
| 3e                    | Caleb Ewan            | Australie             | Orica-GreenEDGE       | m.t                   |
| 4e                    | Youcef Reguigui       | Algérie               | MTN-Qhubeka           | m.t                   |
| 5e                    | Ken Hanson            | États-Unis            | UnitedHealthcare      | m.t                   |
| 6e                    | Harrif Salleh         | Malaisie              | Terengganu            | m.t                   |
| 7e                    | Christopher Sutton    | Australie             | Sky                   | m.t                   |
| 8e                    | Rafaâ Chtioui         | Tunisie               | Skydive Dubai         | m.t                   |
| 9e                    | Oleksandr Surutkovych | Ukraine               | Synergy Baku Project  | m.t                   |
| 10e                   | Ryohei Komori         | Japon                 | Aisan Racing          | m.t                   |
| modifier              |                       |                       |                       |                       |

| Classement général | Classement général  | Classement général | Classement général           | Classement général |
|                    | Coureur             | Pays               | Équipe                       | Temps              |
| ------------------ | ------------------- | ------------------ | ---------------------------- | ------------------ |
| 1er                | Caleb Ewan          | Australie          | Orica-GreenEDGE              | en 14 h 46 min 2 s |
| 2e                 | Natnael Berhane     | Érythrée           | MTN-Qhubeka                  | + 17 s             |
| 3e                 | Youcef Reguigui     | Algérie            | MTN-Qhubeka                  | + 20 s             |
| 4e                 | Pierre-Luc Périchon | France             | Bretagne-Séché Environnement | + 20 s             |
| 5e                 | Francisco Mancebo   | Espagne            | Skydive Dubai                | + 20 s             |
| 6e                 | Leonardo Duque      | Colombie           | Colombia                     | + 22 s             |
| 7e                 | Frédéric Brun       | France             | Bretagne-Séché Environnement | + 23 s             |
| 8e                 | Zhang Wenlong       | Chine              | Giant-Champion System        | + 24 s             |
| 9e                 | Liu Jianpeng        | Chine              | Hengxiang                    | + 24 s             |
| 10e                | Robin Manullang     | Indonésie          | Pegasus Continental          | + 25 s             |
| modifier           |                     |                    |                              |                    |

### 5eétape
| Classement de l'étape | Classement de l'étape | Classement de l'étape | Classement de l'étape        | Classement de l'étape |
|                       | Coureur               | Pays                  | Équipe                       | Temps                 |
| --------------------- | --------------------- | --------------------- | ---------------------------- | --------------------- |
| 1er                   | Seo Joon-yong         | Corée du Sud          | KSPO                         | en 4 h 18 min 47 s    |
| 2e                    | Jamalidin Novardianto | Indonésie             | Pegasus Continental          | + 13 s                |
| 3e                    | Adiq Othman           | Malaisie              | Terengganu                   | + 13 s                |
| 4e                    | Yasuharu Nakajima     | Japon                 | Aisan Racing                 | + 13 s                |
| 5e                    | Patria Rastra         | Indonésie             | Pegasus Continental          | + 13 s                |
| 6e                    | Maher Hasnaoui        | Tunisie               | Skydive Dubai                | + 13 s                |
| 7e                    | Sebastián Molano      | Colombie              | Colombia                     | + 15 s                |
| 8e                    | Loh Sea Keong         | Malaisie              | Équipe nationale de Malaisie | + 35 s                |
| 9e                    | Ma Guangtong          | Chine                 | Hengxiang                    | + 5 min 20 s          |
| 10e                   | Bai Lijun             | Chine                 | Giant-Champion System        | + 5 min 20 s          |
| modifier              |                       |                       |                              |                       |

| Classement général | Classement général  | Classement général | Classement général           | Classement général  |
|                    | Coureur             | Pays               | Équipe                       | Temps               |
| ------------------ | ------------------- | ------------------ | ---------------------------- | ------------------- |
| 1er                | Caleb Ewan          | Australie          | Orica-GreenEDGE              | en 19 h 18 min 27 s |
| 2e                 | Natnael Berhane     | Érythrée           | MTN-Qhubeka                  | + 17 s              |
| 3e                 | Youcef Reguigui     | Algérie            | MTN-Qhubeka                  | + 20 s              |
| 4e                 | Pierre-Luc Périchon | France             | Bretagne-Séché Environnement | + 20 s              |
| 5e                 | Francisco Mancebo   | Espagne            | Skydive Dubai                | + 20 s              |
| 6e                 | Leonardo Duque      | Colombie           | Colombia                     | + 22 s              |
| 7e                 | Frédéric Brun       | France             | Bretagne-Séché Environnement | + 23 s              |
| 8e                 | Zhang Wenlong       | Chine              | Giant-Champion System        | + 24 s              |
| 9e                 | Liu Jianpeng        | Chine              | Hengxiang                    | + 24 s              |
| 10e                | Robin Manullang     | Indonésie          | Pegasus Continental          | + 25 s              |
| modifier           |                     |                    |                              |                     |

### 6eétape
| Classement de l'étape | Classement de l'étape | Classement de l'étape | Classement de l'étape | Classement de l'étape |
|                       | Coureur               | Pays                  | Équipe                | Temps                 |
| --------------------- | --------------------- | --------------------- | --------------------- | --------------------- |
| 1er                   | Caleb Ewan            | Australie             | Orica-GreenEDGE       | en 2 h 14 min 19 s    |
| 2e                    | Jakub Mareczko        | Italie                | Southeast             | m.t                   |
| 3e                    | Christopher Sutton    | Australie             | Sky                   | m.t                   |
| 4e                    | Sebastián Molano      | Colombie              | Colombia              | m.t                   |
| 5e                    | Andrea Guardini       | Italie                | Astana                | m.t                   |
| 6e                    | Alessandro Petacchi   | Italie                | Southeast             | m.t                   |
| 7e                    | Michal Kolář          | Slovaquie             | Tinkoff-Saxo          | m.t                   |
| 8e                    | Youcef Reguigui       | Algérie               | MTN-Qhubeka           | m.t                   |
| 9e                    | Ahmet Örken           | Turquie               | Torku Şekerspor       | m.t                   |
| 10e                   | Arin Iswana           | Indonésie             | Pegasus Continental   | m.t                   |
| modifier              |                       |                       |                       |                       |

| Classement général | Classement général  | Classement général | Classement général           | Classement général  |
|                    | Coureur             | Pays               | Équipe                       | Temps               |
| ------------------ | ------------------- | ------------------ | ---------------------------- | ------------------- |
| 1er                | Caleb Ewan          | Australie          | Orica-GreenEDGE              | en 21 h 32 min 36 s |
| 2e                 | Natnael Berhane     | Érythrée           | MTN-Qhubeka                  | + 27 s              |
| 3e                 | Youcef Reguigui     | Algérie            | MTN-Qhubeka                  | + 30 s              |
| 4e                 | Pierre-Luc Périchon | France             | Bretagne-Séché Environnement | + 30 s              |
| 5e                 | Francisco Mancebo   | Espagne            | Skydive Dubai                | + 30 s              |
| 6e                 | Leonardo Duque      | Colombie           | Colombia                     | + 32 s              |
| 7e                 | Frédéric Brun       | France             | Bretagne-Séché Environnement | + 33 s              |
| 8e                 | Zhang Wenlong       | Chine              | Giant-Champion System        | + 34 s              |
| 9e                 | Liu Jianpeng        | Chine              | Hengxiang                    | + 34 s              |
| 10e                | Robin Manullang     | Indonésie          | Pegasus Continental          | + 35 s              |
| modifier           |                     |                    |                              |                     |

### 7eétape
| Classement de l'étape | Classement de l'étape      | Classement de l'étape | Classement de l'étape        | Classement de l'étape |
|                       | Coureur                    | Pays                  | Équipe                       | Temps                 |
| --------------------- | -------------------------- | --------------------- | ---------------------------- | --------------------- |
| 1er                   | Youcef Reguigui            | Algérie               | MTN-Qhubeka                  | en 4 h 38 min 41 s    |
| 2e                    | Sebastián Henao            | Colombie              | Sky                          | m.t                   |
| 3e                    | Valerio Agnoli             | Italie                | Astana                       | m.t                   |
| 4e                    | Luca Chirico               | Italie                | Bardiani CSF                 | m.t                   |
| 5e                    | Francisco Mancebo          | Espagne               | Skydive Dubai                | m.t                   |
| 6e                    | Pieter Weening             | Pays-Bas              | Orica-GreenEDGE              | m.t                   |
| 7e                    | Jacques Janse van Rensburg | Afrique du Sud        | MTN-Qhubeka                  | m.t                   |
| 8e                    | Rodolfo Torres             | Colombie              | Colombia                     | m.t                   |
| 9e                    | Jesper Hansen              | Danemark              | Tinkoff-Saxo                 | m.t                   |
| 10e                   | Pierre-Luc Périchon        | France                | Bretagne-Séché Environnement | m.t                   |
| modifier              |                            |                       |                              |                       |

| Classement général | Classement général         | Classement général | Classement général           | Classement général  |
|                    | Coureur                    | Pays               | Équipe                       | Temps               |
| ------------------ | -------------------------- | ------------------ | ---------------------------- | ------------------- |
| 1er                | Youcef Reguigui            | Algérie            | MTN-Qhubeka                  | en 26 h 11 min 37 s |
| 2e                 | Sebastián Henao            | Colombie           | Sky                          | + 10 s              |
| 3e                 | Pierre-Luc Périchon        | France             | Bretagne-Séché Environnement | + 10 s              |
| 4e                 | Francisco Mancebo          | Espagne            | Skydive Dubai                | + 10 s              |
| 5e                 | Valerio Agnoli             | Italie             | Astana                       | + 12 s              |
| 6e                 | Luca Chirico               | Italie             | Bardiani CSF                 | + 16 s              |
| 7e                 | Jesper Hansen              | Danemark           | Tinkoff-Saxo                 | + 16 s              |
| 8e                 | Rodolfo Torres             | Colombie           | Colombia                     | + 16 s              |
| 9e                 | Jacques Janse van Rensburg | Afrique du Sud     | MTN-Qhubeka                  | + 16 s              |
| 10e                | Ian Boswell                | États-Unis         | Sky                          | + 22 s              |
| modifier           |                            |                    |                              |                     |

### 8eétape
| Classement de l'étape | Classement de l'étape | Classement de l'étape | Classement de l'étape | Classement de l'étape |
|                       | Coureur               | Pays                  | Équipe                | Temps                 |
| --------------------- | --------------------- | --------------------- | --------------------- | --------------------- |
| 1er                   | Andrea Guardini       | Italie                | Astana                | en 2 h 0 min 27 s     |
| 2e                    | Caleb Ewan            | Australie             | Orica-GreenEDGE       | m.t                   |
| 3e                    | Michal Kolář          | Slovaquie             | Tinkoff-Saxo          | m.t                   |
| 4e                    | Francesco Chicchi     | Italie                | Androni Giocattoli    | m.t                   |
| 5e                    | Alessandro Petacchi   | Italie                | Southeast             | m.t                   |
| 6e                    | Oleksandr Surutkovych | Ukraine               | Synergy Baku Project  | m.t                   |
| 7e                    | Anuar Manam           | Malaisie              | Terengganu            | m.t                   |
| 8e                    | Sergio Henao          | Colombie              | Sky                   | m.t                   |
| 9e                    | Ken Hanson            | États-Unis            | UnitedHealthcare      | m.t                   |
| 10e                   | Youcef Reguigui       | Algérie               | MTN-Qhubeka           | m.t                   |
| modifier              |                       |                       |                       |                       |

## Classements finals

### Classement général final
| Classement général final | Classement général final   | Classement général final | Classement général final     | Classement général final |
|                          | Coureur                    | Pays                     | Équipe                       | Temps                    |
| ------------------------ | -------------------------- | ------------------------ | ---------------------------- | ------------------------ |
| 1er                      | Youcef Reguigui            | Algérie                  | MTN-Qhubeka                  | en 28 h 12 min 4 s       |
| 2e                       | Valerio Agnoli             | Italie                   | Astana                       | + 9 s                    |
| 3e                       | Sebastián Henao            | Colombie                 | Sky                          | + 10 s                   |
| 4e                       | Pierre-Luc Périchon        | France                   | Bretagne-Séché Environnement | + 10 s                   |
| 5e                       | Francisco Mancebo          | Espagne                  | Skydive Dubai                | + 10 s                   |
| 6e                       | Jesper Hansen              | Danemark                 | Tinkoff-Saxo                 | + 14 s                   |
| 7e                       | Luca Chirico               | Italie                   | Bardiani CSF                 | + 16 s                   |
| 8e                       | Rodolfo Torres             | Colombie                 | Colombia                     | + 16 s                   |
| 9e                       | Jacques Janse van Rensburg | Afrique du Sud           | MTN-Qhubeka                  | + 16 s                   |
| 10e                      | Ian Boswell                | États-Unis               | Sky                          | + 22 s                   |
| modifier                 |                            |                          |                              |                          |

### Classements annexes
| Classement des sprints | Classement des sprints | Classement des sprints | Classement des sprints | Classement des sprints |
| ---------------------- | ---------------------- | ---------------------- | ---------------------- | ---------------------- |
|                        | Coureur                | Pays                   | Équipe                 | Point(s)               |
| 1er                    | Caleb Ewan             | Australie              | Orica-GreenEDGE        | 89 points              |
| 2e                     | Andrea Guardini        | Italie                 | Astana                 | 71 pts                 |
| 3e                     | Youcef Reguigui        | Algérie                | MTN-Qhubeka            | 69 pts                 |
| modifier               |                        |                        |                        |                        |

| Classement de la montagne | Classement de la montagne | Classement de la montagne | Classement de la montagne | Classement de la montagne |
| ------------------------- | ------------------------- | ------------------------- | ------------------------- | ------------------------- |
|                           | Coureur                   | Pays                      | Équipe                    | Point(s)                  |
| 1er                       | Kiel Reijnen              | États-Unis                | UnitedHealthcare          | 39 points                 |
| 2e                        | Francisco Mancebo         | Espagne                   | Skydive Dubai             | 20 pts                    |
| 3e                        | Natnael Berhane           | Érythrée                  | MTN-Qhubeka               | 18 pts                    |
| modifier                  |                           |                           |                           |                           |

| Classement du meilleur Asiatique | Classement du meilleur Asiatique | Classement du meilleur Asiatique | Classement du meilleur Asiatique | Classement du meilleur Asiatique |
|                                  | Coureur                          | Pays                             | Équipe                           | Temps                            |
| -------------------------------- | -------------------------------- | -------------------------------- | -------------------------------- | -------------------------------- |
| 1er                              | Tomohiro Hayakawa                | Japon                            | Aisan Racing                     | en 28 h 13 min 51 s              |
| 2e                               | Liu Jianpeng                     | Chine                            | Hengxiang                        | + 1 min 6 s                      |
| 3e                               | Dadi Suryadi                     | Indonésie                        | Pegasus Continental              | + 1 min 38 s                     |
| modifier                         |                                  |                                  |                                  |                                  |

| Classement par équipes | Classement par équipes | Classement par équipes | Classement par équipes |
|                        | Équipe                 | Pays                   | Temps                  |
| ---------------------- | ---------------------- | ---------------------- | ---------------------- |
| 1re                    | Pegasus Continental    | Indonésie              | en 84 h 22 min 1 s     |
| 2e                     | Colombia               | Colombie               | + 5 min 8 s            |
| 3e                     | Skydive Dubai          | Émirats arabes unis    | + 8 min 2 s            |
| modifier               |                        |                        |                        |

| \| Classement par équipes asiatiques[9] \| Classement par équipes asiatiques[9] \| Classement par équipes asiatiques[9] \| Classement par équipes asiatiques[9] \| \| \| Équipe \| Pays \| Temps \| \| ------------------------------------ \| ------------------------------------ \| ------------------------------------ \| ------------------------------------ \| \| 1re \| Pegasus Continental \| Indonésie \| en 84 h 22 min 1 s \| \| 2e \| Hengxiang \| Chine \| + 1 h 10 min 35 s \| \| 3e \| Aisan Racing \| Japon \| + 1 h 15 min 35 s \| \| modifier \| \| \| \| |                     |           |                    |
| Classement par équipes asiatiques |                     |           |                    |
| | Équipe              | Pays      | Temps              |
| 1re | Pegasus Continental | Indonésie | en 84 h 22 min 1 s |
| 2e | Hengxiang           | Chine     | + 1 h 10 min 35 s  |
| 3e | Aisan Racing        | Japon     | + 1 h 15 min 35 s  |
| modifier |                     |           |                    |

### UCI Asia Tour
Ce Tour de Langkawi attribue des points pour l'UCI Asia Tour 2015, par équipes seulement aux coureurs des équipes continentales professionnelles et continentales, individuellement à tous les coureurs sauf ceux faisant partie d'une équipe ayant un label WorldTeam.
| Position,          | 1er | 2e | 3e | 4e | 5e | 6e | 7e | 8e | 9e | 10e | 11e | 12e | 13e | 14e | 15e |
| Classement général | 100 | 70 | 40 | 30 | 25 | 20 | 15 | 10 | 9  | 8   | 7   | 6   | 5   | 4   | 3   |
| Par étape          | 20  | 14 | 8  | 7  | 6  | 5  | 4  | 2  |    |     |     |     |     |     |     |
| Leader, par étape  | 10  |    |    |    |    |    |    |    |    |     |     |     |     |     |     |

| Cycliste                   | Équipe                       | Général | Étape | Leader | Total |
| -------------------------- | ---------------------------- | ------- | ----- | ------ | ----- |
| Youcef Reguigui            | MTN-Qhubeka                  | 100     | 47    | 10     | 157   |
| Francisco Mancebo          | Skydive Dubai                | 25      | 6     | -      | 31    |
| Pierre-Luc Périchon        | Bretagne-Séché Environnement | 30      | -     | -      | 30    |
| Jakub Mareczko             | Southeast                    | -       | 28    | -      | 28    |
| Luca Chirico               | Bardiani CSF                 | 15      | 12    | -      | 27    |
| Seo Joon-yong              | KSPO                         | -       | 20    | -      | 20    |
| Leonardo Duque             | Colombia                     | 6       | 8     | -      | 14    |
| Jamalidin Novardianto      | Pegasus Continental          | -       | 14    | -      | 14    |
| Romain Feillu              | Bretagne-Séché Environnement | -       | 13    | -      | 13    |
| Jacques Janse van Rensburg | MTN-Qhubeka                  | 9       | 4     | -      | 13    |
| Anuar Manam                | Terengganu                   | -       | 12    | -      | 12    |
| Harrif Salleh              | Terengganu                   | -       | 12    | -      | 12    |
| Rodolfo Torres             | Colombia                     | 10      | 2     | -      | 12    |
| Sebastián Molano           | Colombia                     | -       | 11    | -      | 11    |
| Ahmet Örken                | Torku Şekerspor              | -       | 11    | -      | 11    |
| Alessandro Petacchi        | Southeast                    | -       | 11    | -      | 11    |
| Rafaâ Chtioui              | Skydive Dubai                | -       | 8     | -      | 8     |
| Ken Hanson                 | UnitedHealthcare             | -       | 8     | -      | 8     |
| Adiq Othman                | Terengganu                   | -       | 8     | -      | 8     |
| Francesco Chicchi          | Androni Giocattoli           | -       | 7     | -      | 7     |
| Andrea Dal Col             | Southeast                    | -       | 7     | -      | 7     |
| Yasuharu Nakajima          | Aisan Racing                 | -       | 7     | -      | 7     |
| Patria Rastra              | Pegasus Continental          | -       | 6     | -      | 6     |
| Shinpei Fukuda             | Aisan Racing                 | -       | 5     | -      | 5     |
| Maher Hasnaoui             | Skydive Dubai                | -       | 5     | -      | 5     |
| Oleksandr Surutkovych      | Synergy Baku Project         | -       | 5     | -      | 5     |
| Natnael Berhane            | MTN-Qhubeka                  | 4       | -     | -      | 4     |
| Frédéric Brun              | Bretagne-Séché Environnement | 3       | -     | -      | 3     |
| Marco Frapporti            | Androni Giocattoli           | -       | 2     | -      | 2     |
| Loh Sea Keong              | Équipe nationale de Malaisie | -       | 2     | -      | 2     |

## Évolution des classements
| Étape              | Vainqueur          | Classement général | Classement des sprints | Classement de la montagne | Classement du meilleur Asiatique | Classement par équipes | Classement par équipes asiatiques |
| ------------------ | ------------------ | ------------------ | ---------------------- | ------------------------- | -------------------------------- | ---------------------- | --------------------------------- |
| 1                  | Andrea Guardini    | Andrea Guardini    | Andrea Guardini        | Kiel Reijnen              | Ma Guangtong                     | Astana                 | Terengganu                        |
| 2                  | Andrea Guardini    | Andrea Guardini    | Andrea Guardini        | Kiel Reijnen              | Mohammed Adiq Husainie Othman    | Astana                 | Terengganu                        |
| 3                  | Caleb Ewan         | Caleb Ewan         | Caleb Ewan             | Kiel Reijnen              | Zhang Wenlong                    | MTN-Qhubeka            | Pegasus Continental               |
| 4                  | Andrea Guardini    | Caleb Ewan         | Caleb Ewan             | Kiel Reijnen              | Zhang Wenlong                    | MTN-Qhubeka            | Pegasus Continental               |
| 5                  | Seo Joon-yong      | Caleb Ewan         | Caleb Ewan             | Kiel Reijnen              | Zhang Wenlong                    | Pegasus Continental    | Pegasus Continental               |
| 6                  | Caleb Ewan         | Caleb Ewan         | Caleb Ewan             | Kiel Reijnen              | Zhang Wenlong                    | Pegasus Continental    | Pegasus Continental               |
| 7                  | Youcef Reguigui    | Youcef Reguigui    | Caleb Ewan             | Kiel Reijnen              | Tomohiro Hayakawa                | Pegasus Continental    | Pegasus Continental               |
| 8                  | Andrea Guardini    | Youcef Reguigui    | Caleb Ewan             | Kiel Reijnen              | Tomohiro Hayakawa                | Pegasus Continental    | Pegasus Continental               |
| Classements finals | Classements finals | Youcef Reguigui    | Caleb Ewan             | Kiel Reijnen              | Tomohiro Hayakawa                | Pegasus Continental    | Pegasus Continental               |

## Liste des participants
- Liste de départ complète

| Légende                             | Légende                                                                                                  | Légende                                    | Légende                                                                                        |
| ----------------------------------- | --- | ------------------------------------------ | ---------------------------------------------------------------------------------------------- |
| Num                                 | Dossard de départ porté par le coureur sur ce Tour de Langkawi                                           | Pos                                        | Position finale au classement général                                                          |
| Leader du classement général        | Indique le vainqueur du classement général                                                               | Leader du classement des sprints           | Indique le vainqueur du classement des sprints                                                 |
| Leader du classement de la montagne | Indique le vainqueur du classement de la montagne                                                        | Leader du classement du meilleur Asiatique | Indique le vainqueur du classement du meilleur Asiatique                                       |
|                                     | Indique un maillot de champion national ou mondial, suivi de sa spécialité                               | #                                          | Indique la meilleure équipe                                                                    |
| NP                                  | Indique un coureur qui n'a pas pris le départ d'une étape, suivi du numéro de l'étape où il s'est retiré | AB                                         | Indique un coureur qui n'a pas terminé une étape, suivi du numéro de l'étape oùil s'est retiré |
| HD                                  | Indique un coureur qui a terminé une étape hors des délais, suivi du numéro de l'étape                   |                                            |                                                                                                |

| Astana AST                        | Astana AST                 | Astana AST |
| --------------------------------- | -------------------------- | ---------- |
| Num                               | Coureur                    | Pos        |
| 1                                 | Andrea Guardini (ITA)      | 69e        |
| 2                                 | Bakhtiyar Kozhatayev (KAZ) | NP-7       |
| 3                                 | Valerio Agnoli (ITA)       | 2e         |
| 4                                 | Daniil Fominykh (KAZ)      | NP-7       |
| 5                                 | Maxat Ayazbayev (KAZ)      | 95e        |
| 6                                 | Andrey Zeits (KAZ)         | NP-7       |
| Directeur sportif : Dimitri Sedun |                            |            |

| Sky SKY                           | Sky SKY                  | Sky SKY |
| --------------------------------- | ------------------------ | ------- |
| Num                               | Coureur                  | Pos     |
| 11                                | Ian Boswell (USA)        | 10e     |
| 12                                | Philip Deignan (IRL)     | 27e     |
| 14                                | Nathan Earle (AUS)       | 102e    |
| 15                                | Sebastián Henao (COL)    | 3e      |
| 16                                | Danny Pate (USA)         | 36e     |
| 17                                | Christopher Sutton (AUS) | NP-7    |
| Directeur sportif : Gabriel Rasch |                          |         |

| Orica-GreenEDGE OGE                | Orica-GreenEDGE OGE  | Orica-GreenEDGE OGE |
| ---------------------------------- | -------------------- | ------------------- |
| Num                                | Coureur              | Pos                 |
| 21                                 | Caleb Ewan (AUS)     | 37e                 |
| 22                                 | Sam Bewley (NZL)     | 54e                 |
| 23                                 | Damien Howson (AUS)  | 105e                |
| 24                                 | Leigh Howard (AUS)   | 41e                 |
| 25                                 | Adam Blythe (GBR)    | 71e                 |
| 26                                 | Pieter Weening (NED) | 11e                 |
| Directeur sportif : Matthew Wilson |                      |                     |

| Tinkoff-Saxo TCS                    | Tinkoff-Saxo TCS     | Tinkoff-Saxo TCS |
| ----------------------------------- | -------------------- | ---------------- |
| Num                                 | Coureur              | Pos              |
| 31                                  | Edward Beltrán (COL) | 13e              |
| 32                                  | Jesper Hansen (DEN)  | 6e               |
| 33                                  | Pavel Brutt (RUS)    | 30e              |
| 34                                  | Michal Kolář (SVK)   | 90e              |
| 35                                  | Bruno Pires (POR)    | 26e              |
| 36                                  | Nikolay Trusov (RUS) | AB-8             |
| Directeur sportif : Tristan Hoffman |                      |                  |

| Colombia COL                        | Colombia COL           | Colombia COL |
| ----------------------------------- | ---------------------- | ------------ |
| Num                                 | Coureur                | Pos          |
| 41                                  | Edward Díaz (COL)      | AB-8         |
| 42                                  | Leonardo Duque (COL)   | 12e          |
| 43                                  | Daniel Martínez (COL)  | 29e          |
| 44                                  | Sebastián Molano (COL) | 45e          |
| 45                                  | Darwin Pantoja (COL)   | NP-8         |
| 46                                  | Rodolfo Torres (COL)   | 8e           |
| Directeur sportif : Valerio Tebaldi |                        |              |

| Androni Giocattoli AND              | Androni Giocattoli AND  | Androni Giocattoli AND |
| ----------------------------------- | ----------------------- | ---------------------- |
| Num                                 | Coureur                 | Pos                    |
| 51                                  | Francesco Chicchi (ITA) | 83e                    |
| 52                                  | John Ebsen (DEN)        | 59e                    |
| 53                                  | Marco Frapporti (ITA)   | 24e                    |
| 54                                  | Carlos Gálviz (VEN)     | 21e                    |
| 55                                  | František Padour (CZE)  | 18e                    |
| 56                                  | Alessio Taliani (ITA)   | 31e                    |
| Directeur sportif : Roberto Miodini |                         |                        |

| MTN-Qhubeka MTN                       | MTN-Qhubeka MTN                          | MTN-Qhubeka MTN |
| ------------------------------------- | ---------------------------------------- | --------------- |
| Num                                   | Coureur                                  | Pos             |
| 61                                    | Merhawi Kudus (ERI)                      | AB-7            |
| 62                                    | Natnael Berhane (ERI)                    | 14e             |
| 63                                    | Daniel Teklehaimanot (ERI)               | NP-7            |
| 64                                    | Nicolas Dougall (RSA)                    | 91e             |
| 65                                    | Youcef Reguigui (ALG)                    | 1er             |
| 66                                    | Jacques Janse van Rensburg (RSA) (Route) | 9e              |
| Directeur sportif : Michel Cornelisse |                                          |                 |

| UnitedHealthcare UHC               | UnitedHealthcare UHC  | UnitedHealthcare UHC |
| ---------------------------------- | --------------------- | -------------------- |
| Num                                | Coureur               | Pos                  |
| 71                                 | Daniele Ratto (ITA)   | AB-5                 |
| 72                                 | Jonathan Clarke (AUS) | 42e                  |
| 73                                 | Isaac Bolívar (COL)   | NP-8                 |
| 74                                 | Kiel Reijnen (USA)    | 32e                  |
| 75                                 | Ken Hanson (USA)      | 77e                  |
| 76                                 | Lucas Euser (USA)     | 17e                  |
| Directeur sportif : Hendrik Redant |                       |                      |

| Southeast STH                      | Southeast STH             | Southeast STH |
| ---------------------------------- | ------------------------- | ------------- |
| Num                                | Coureur                   | Pos           |
| 81                                 | Alessandro Petacchi (ITA) | 63e           |
| 82                                 | Rafael Andriato (BRA)     | 53e           |
| 83                                 | Liam Bertazzo (ITA)       | 86e           |
| 84                                 | Andrea Dal Col (ITA)      | 94e           |
| 85                                 | Jakub Mareczko (ITA)      | NP-8          |
| 86                                 | Ramón Carretero (PAN)     | AB-3          |
| Directeur sportif : Luca Amoriello |                           |               |

| Bretagne-Séché Environnement BSE   | Bretagne-Séché Environnement BSE | Bretagne-Séché Environnement BSE |
| ---------------------------------- | -------------------------------- | -------------------------------- |
| Num                                | Coureur                          | Pos                              |
| 91                                 | Jean-Marc Bideau (FRA)           | 60e                              |
| 92                                 | Maxime Cam (FRA)                 | 106e                             |
| 93                                 | Florian Guillou (FRA)            | NP-3                             |
| 94                                 | Frédéric Brun (FRA)              | 15e                              |
| 95                                 | Romain Feillu (FRA)              | 34e                              |
| 96                                 | Pierre-Luc Périchon (FRA)        | 4e                               |
| Directeur sportif : Franck Renimel |                                  |                                  |

| Bardiani CSF BAR                  | Bardiani CSF BAR         | Bardiani CSF BAR |
| --------------------------------- | ------------------------ | ---------------- |
| Num                               | Coureur                  | Pos              |
| 101                               | Luca Sterbini (ITA)      | AB-8             |
| 102                               | Simone Sterbini (ITA)    | 70e              |
| 103                               | Simone Andreetta (ITA)   | NP-7             |
| 104                               | Luca Chirico (ITA)       | 7e               |
| 105                               | Alessandro Tonelli (ITA) | 56e              |
| 106                               | Paolo Simion (ITA)       | AB-3             |
| Directeur sportif : Mirko Rossato |                          |                  |

| Terengganu TSG                   | Terengganu TSG                | Terengganu TSG |
| -------------------------------- | ----------------------------- | -------------- |
| Num                              | Coureur                       | Pos            |
| 111                              | Mohd Zamri Saleh (MAS)        | 76e            |
| 112                              | Anuar Manam (MAS)             | 78e            |
| 113                              | Harrif Salleh (MAS)           | AB-8           |
| 114                              | Anwar Azis Muhd Shaiful (MAS) | 85e            |
| 115                              | Adiq Husainie Othman (MAS)    | 39e            |
| 116                              | Choon Huat Goh (SIN)          | 47e            |
| Directeur sportif : Zhen Yu Feng |                               |                |

| Aisan Racing AIS                 | Aisan Racing AIS        | Aisan Racing AIS |
| -------------------------------- | ----------------------- | ---------------- |
| Num                              | Coureur                 | Pos              |
| 121                              | Takeaki Ayabe (JPN)     | 92e              |
| 122                              | Yasuharu Nakajima (JPN) | 57e              |
| 123                              | Shinpei Fukuda (JPN)    | 81e              |
| 124                              | Ryohei Komori (JPN)     | 88e              |
| 125                              | Tomohiro Hayakawa (JPN) | 16e              |
| 126                              | Hideto Nakane (JPN)     | 52e              |
| Directeur sportif : Takumi Beppu |                         |                  |

| Hengxiang HEN               | Hengxiang HEN      | Hengxiang HEN |
| --------------------------- | ------------------ | ------------- |
| Num                         | Coureur            | Pos           |
| 131                         | Wang Meiyin (CHN)  | 65e           |
| 132                         | Ma Guangtong (CHN) | 43e           |
| 133                         | Liu Jianpeng (CHN) | 23e           |
| 134                         | Zhikang Gao (CHN)  | NP-4          |
| 135                         | Wang Bo (CHN)      | 72e           |
| 136                         | Zheng Zhang (CHN)  | 87e           |
| Directeur sportif : Li Fuyu |                    |               |

| Synergy Baku Project BCP        | Synergy Baku Project BCP    | Synergy Baku Project BCP |
| ------------------------------- | --------------------------- | ------------------------ |
| Num                             | Coureur                     | Pos                      |
| 141                             | Elchin Asadov (AZE) (Route) | 48e                      |
| 142                             | Enver Asanov (AZE)          | 103e                     |
| 143                             | Oleksandr Surutkovych (UKR) | 58e                      |
| 144                             | Elgün Alizada (AZE)         | AB-3                     |
| 145                             | Samir Jabrayilov (AZE)      | 64e                      |
| 146                             |                             |                          |
| Directeur sportif : Jeremy Hunt |                             |                          |

| Pegasus Continental # PCT           | Pegasus Continental # PCT   | Pegasus Continental # PCT |
| ----------------------------------- | --------------------------- | ------------------------- |
| Num                                 | Coureur                     | Pos                       |
| 151                                 | Patria Rastra (INA)         | AB-8                      |
| 152                                 | Arin Iswana (INA)           | 80e                       |
| 153                                 | Dadi Suryadi (INA)          | 25e                       |
| 154                                 | Jamalidin Novardianto (INA) | 40e                       |
| 155                                 | Chelly Aristya (INA)        | 35e                       |
| 156                                 | Robin Manullang (INA)       | 28e                       |
| Directeur sportif : Setyobudi Wawan |                             |                           |

| Torku Şekerspor TKR              | Torku Şekerspor TKR      | Torku Şekerspor TKR |
| -------------------------------- | ------------------------ | ------------------- |
| Num                              | Coureur                  | Pos                 |
| 161                              | Kevin Seeldraeyers (BEL) | 20e                 |
| 162                              | Tomasz Marczyński (POL)  | 19e                 |
| 163                              | Serhiy Grechyn (UKR)     | 75e                 |
| 164                              | Ahmet Örken (TUR)        | 79e                 |
| 165                              | Nazim Bakırcı (TUR)      | 66e                 |
| 166                              | Miraç Kal (TUR)          | 46e                 |
| Directeur sportif : Lionel Marie |                          |                     |

| KSPO KSP                         | KSPO KSP                    | KSPO KSP |
| -------------------------------- | --------------------------- | -------- |
| Num                              | Coureur                     | Pos      |
| 171                              | Park Sung-baek (KOR)        | 74e      |
| 172                              | Yeon Je-sung (KOR)          | 73e      |
| 173                              | Seo Joon-yong (KOR) (Route) | 62e      |
| 174                              | Kwon Soon-young (KOR)       | 67e      |
| 175                              | Gong Hyo-suk (KOR)          | NP-6     |
| 176                              | Kim Hyeon-seok (KOR)        | AB-8     |
| Directeur sportif : Byeongil Lee |                             |          |

| Giant-Champion System MSS    | Giant-Champion System MSS | Giant-Champion System MSS |
| ---------------------------- | ------------------------- | ------------------------- |
| Num                          | Coureur                   | Pos                       |
| 181                          | Zhang Wenlong (CHN)       | 38e                       |
| 182                          | Gu Yingchuan (CHN)        | 55e                       |
| 183                          | Bai Lijun (CHN)           | 49e                       |
| 184                          | Sun Xiaolong (CHN)        | 84e                       |
| 185                          | Liu Xinyang (CHN)         | AB-3                      |
| 186                          | Xue Cheng (CHN)           | 99e                       |
| Directeur sportif : Wei Shen |                           |                           |

| Skydive Dubai SKD                   | Skydive Dubai SKD           | Skydive Dubai SKD |
| ----------------------------------- | --------------------------- | ----------------- |
| Num                                 | Coureur                     | Pos               |
| 191                                 | Francisco Mancebo (ESP)     | 5e                |
| 192                                 | Vladimir Gusev (RUS)        | 50e               |
| 193                                 | Rafaâ Chtioui (TUN) (Route) | 22e               |
| 194                                 | Maher Hasnaoui (TUN)        | 61e               |
| 195                                 | Soufiane Haddi (MAR)        | 33e               |
| 196                                 | Mohamed Al Murawwi (UAE)    | 93e               |
| Directeur sportif : Ricardo Martins |                             |                   |

| National Sports Council of Malaysia NSC | National Sports Council of Malaysia NSC | National Sports Council of Malaysia NSC |
| --------------------------------------- | --------------------------------------- | --------------------------------------- |
| Num                                     | Coureur                                 | Pos                                     |
| 201                                     | Amir Rusli (MAS)                        | 97e                                     |
| 202                                     | Afiq Huznie Othman (MAS)                | 51e                                     |
| 203                                     | Sofian Nabil Bakri (MAS)                | 82e                                     |
| 204                                     | Muhamad Zawawi Azman (MAS)              | 68e                                     |
| 205                                     | Nik Mohd Azwan Zulkifle (MAS)           | 96e                                     |
| 206                                     | Fairet Rusli (MAS)                      | 100e                                    |
| Directeur sportif : Afiz Ikmal Adenan   |                                         |                                         |

| Équipe nationale de Malaisie MAS   | Équipe nationale de Malaisie MAS | Équipe nationale de Malaisie MAS |
| ---------------------------------- | -------------------------------- | -------------------------------- |
| Num                                | Coureur                          | Pos                              |
| 211                                | Suhardi Hassan (MAS)             | 101e                             |
| 212                                | Faruq Bin Daud (MAS)             | 104e                             |
| 213                                | Izzat Hilmi Abdul Halil (MAS)    | 89e                              |
| 214                                | Ameer Ahmad Kamal (MAS)          | 98e                              |
| 215                                | Ameen Ahamd Kamal (MAS)          | AB-7                             |
| 216                                | Loh Sea Keong (MAS)              | 44e                              |
| Directeur sportif : Firdaus Arshad |                                  |                                  |